# 金燦 (嘉靖進士)
金燦（？—1554年），字敷華，號豐村，浙江嘉興府嘉興縣石佛里人，明朝政治人物。

## 生平
嘉靖四年（1525年）乙酉科浙江鄉試第七十七名舉人，五年（1526年）丙戌科三甲第二百一名進士。八年（1529年）授任丘縣知縣，以剛方自勵，興學校、課農桑、築堤防、毀淫祠，多有善政，當地建有生祠，入祀名宦祠，十年（1531年）丁母憂，服闋，起為刑部主事，十三年（1534年）十二月升山西道監察御史，巡按直隸，兼巡視居庸等關，十五年（1536年）二月條陳邊事，詔如議，請在諸邊立武塾，教習將士子弟，十六年（1537年）巡按四川，十九年（1540年）與戶科右給事中朱憲章閱視皇陵工程，點驗軍匠時揭發軍官領空餉，觸怒翊國公郭勛，被其論劾，明世宗切責而寬宥，二十一年（1542年）論劾兵部右侍郎龍大有、保定巡撫劉隅、鄖陽撫治詹瀚等，同年十月出為湖廣按察司副使，致仕歸里，三十三年（1554年）四月倭寇進犯嘉興縣時遇害，享年七十餘歲。